# Fifteen
«Fifteen» —en español: «Quince»— es una canción country pop escrita y grabada por la cantante y compositora estadounidense Taylor Swift. Proviene del segundo álbum de estudio de Swift, Fearless, que fue lanzado el 11 de noviembre de 2008. «Fifteen» fue lanzado como el cuarto sencillo del álbum el 9 de octubre de 2009. La balada fue inspirada en el primer año de Swift en la secundaria y su mejor amiga. Líricamente, la canción es una advertencia a las chicas de la secundaria en creer en su propio potencial y evitar dar mucha importancia a los chicos. El vídeo musical para «Fifteen», dirigido por Roman White, en que aparece Swift y su amiga como sí mismas y fue acentuado con efectos especiales.
La canción fue un éxito en la crítica, con los encuestados elogiando sus letras reflexivas de las relaciones en adolescentes y con la secundaria, se convirtió en el top 40 de Swift en Estados Unidos y Canadá. «Fifteen» fue lanzado como sencillo internacional el 23 de noviembre de 2009.

## Historia
"Fifteen" es una balada escrita en la tonalidad de sol mayor. La canción se encuentra en tiempo común con un ritmo moderado de 96 tiempos por minuto. Tiene un fuerte apoyo de la guitarra acústica. La voz de Swift se extienden en octavas uno y mitad, de G3 a C5. Para la introducción de la canción, Swift canta varios "la la la" y termina la canción con "Take a deep breath as you walk through the doors", una ligera variación de la línea de apertura. Fifteen es la segunda canción de Fearless y la octava en el relanzamiento del álbum, Fearless: Platinum Edition. A los seis segundos cortos de cinco minutos, es la canción más larga de la edición estándar, y la segunda más larga de su relanzamiento, detrás de "Untouchable".
La letra de "Fifteen" fue inspirada en el primer año de secundaria de Swift en la secundaria Hendersonville, durante el cual ella conoció a su mejor amiga, experimentó su primera cita y su primer beso, y apoyó a su mejor amiga con un corazón roto. Swift dijo, "Decidí que realmente quería contar esa historia sobre nuestro primer año en secundario porque me sentí en mi primer año, crecí más que cualquier otro año en mi vida hasta ahora." Mientras escribía la letra, comenzó con la línea "...[she] gave everything/She had to a boy/Who changed his mind", que eventualmente se convirtió en el puente de la canción. "Escribí todo desde ése punto, a partir de ese momento," comentó Swift. Taylor dijo que la canción se canta "como una especia de consejo a otra chica de quince años". La canción muy personal la llevó a llorar durante la grabación.

## Críticas

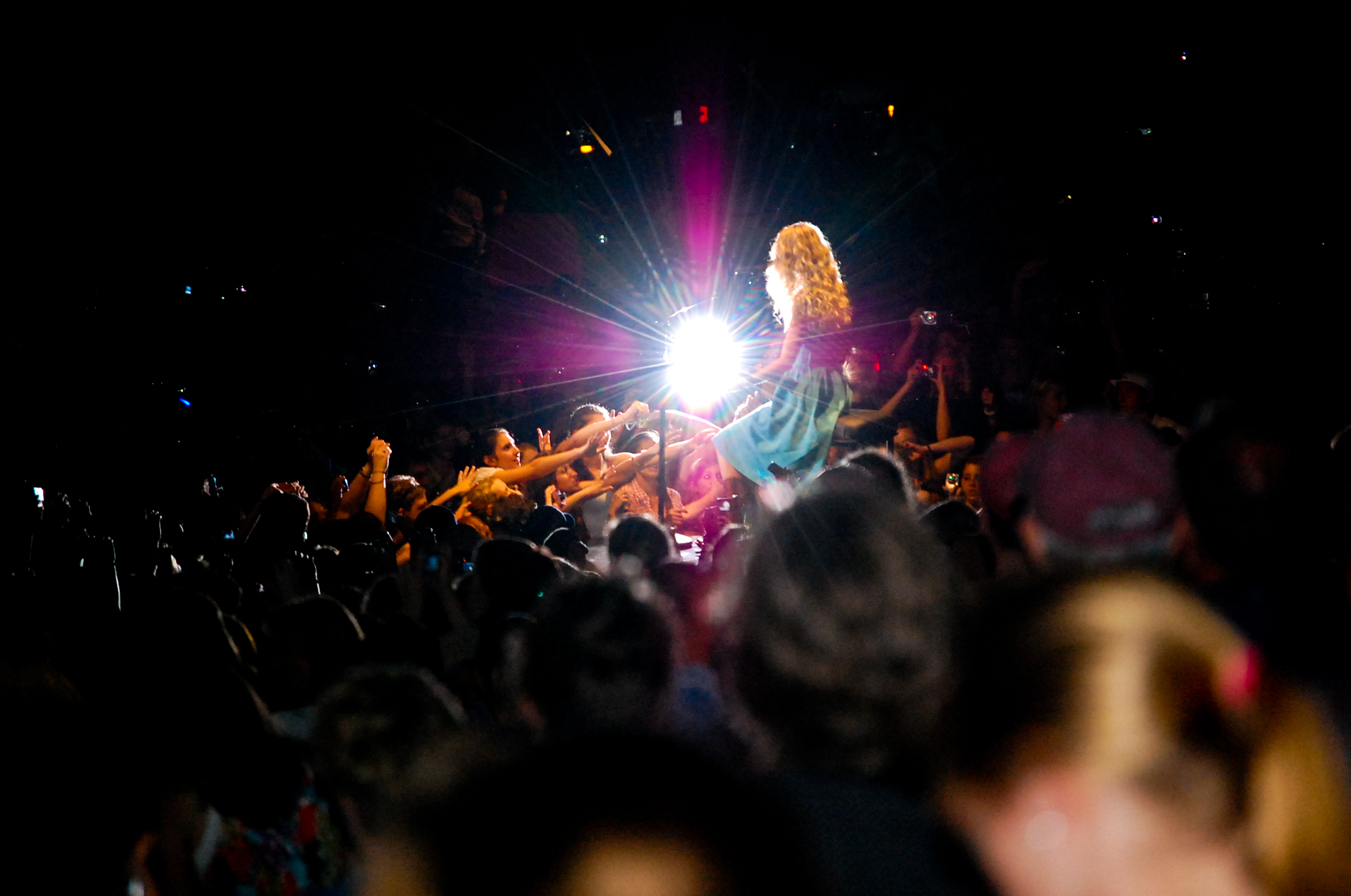
Swift cantanto en Columbia, Maryland.

"Fifteen" tuvo generales críticas positivas, particularmente por su letra reflexiva y con significado. Jody Rosenm de la revista Rolling Stone, escribió que "Swift es una sabia componiendo con un don intuitivo por la arquitectura del verso-coro-puente," y que "Fifteen" parecía ser "científicamente hecha en una fábrica con éxito - con confesiones que son íntimas y verdaderas." Rosen comparó la composición de Swift con los talentos de "los dioses del pop sueco Dr. Luke y Max Martin." James Reed de The Boston Globe escribió que Fearless es "las canciones interesantes son las que Swift escribió sola. Puedes ver prácticamente la letra para "Fifteen" escrita en un diario, en las crónicas de los años de Swift en la secundaria." Jonathon Keefe de la revista Slant llamó el puente "una línea genial revelando sobre la pérdida de la inocencia de una amiga" y la consideró una de las más agradables del álbum, pero no se impresionó con el canto de Swift: "el "la la la" de "Fifteen" es miserable". Stephen Thomas Erlewine de Allmusic encontró "Fifteen" en ser la canción más personal de Fearless, en que Swift parece ser "la hermana mayor en lugar de ser una gran estrella," y la marcó una de las mejores canciones del álbum. La revista Billboard la llamó una canción "profunda" que podría "conectarse con adolescentes buscando esperanza y con mujeres adultas mirando atrás." Jon Caramanica de The New York Times creyó que "Fifteen" es "una de las mejores canciones que Taylor ha escrito." El crítico Leah Greenbelt de Entertainment Weekly dijo, "Cuando ella canta sobre sexualidad, suena como una adolescente real, no una fábrica manufacturada Lolita." Josh Love de The Village Voice llamó "Fifteen", como la canción "sobresaliente" del álbum y la encontró una contradicción refrescante a las típicas, canciones country idealísticas. Rob Sheffield, crítico de la revista Blender, dijo que la canción era la más madura en Fearless. Alexis Petridis de The Guardian llamó "Fifteen" una "canción muy buena" que amplió "su potencial de las adolescentes a cualquiera quién solía ser una chica adolescente." Petridis continuó, "Aplaudes su habilidad, mientras te sientes un poco inquieto por el pensar de una adolescente se pontifica como Yoda." El crítico de música pop Aidan Vaziri de San Francisco Chronicle la nombró uno del top 20 de los sencillos del 2009, comentando, "Maldita sea si esta canción no es demasiado dulce, demasiado vulnerable y demasiada real para ignorar."

## Posiciones
Debido al lanzamiento de Fearless, "Fifteen" apareció en Hot Digital Songs y eventualmente llegó allí en el número 15. La canción debutó en el número 70 en Billboard Hot 100 en la semana terminando el 29 de noviembre de 2008 debido al lanzamiento del álbum. "Fifteen" reapareció en la lista para la semana terminando el 28 de febrero de 2009, cuando llegó al número 65. "Fifteen" cayó de la lista de nuevo la semana siguiente y no apareció de nuevo hasta octubre, cuando la canción fue lanzada como sencillo. Para la semana que terminó el 3 de octubre de 2009, la canción entró al Billboard Hot 100 en el número 94. Desde allí, ascendió al número 62 para la semana que terminó el 7 de noviembre de 2009, derroanto su máximo anterior nueve meses antes. Seguido al relanzamiento de Fearless, "Fifteen" subió al número 46 en la semana del 14 de noviembre de 2009. Combinado con "Jump Then Fall", "You Belong with Me", "Untouchable", "The Other Side of the Door", "Superstar", "Come in with the Rain" y "Forever & Always", "Fifteen" ayudí a Swift en romper el récord por el número más alto en las listas Hot 100 para una artista femenina en la historia. Cuando la canción llegó al número 38 en la lista en la semana del 21 de noviembre de 2009, se convirtió en su decimotercer sencillo en Top 40 de Fearless, ampliando aún más el récord por la mayoría de éxitos en Top 40 de un álbum.
La canción también apareció en Hot Country Songs, dónde debutó en el número 41 en la semana que finalizó el 12 de septiembre de 2009. "Fifteen" llegó a su máximo en la lista la semana del 12 de diciembre de 2009, en el número siete. En Canadian Hot 100, el sencillo debutó en el número 63 antes de caer de la lista. Volvió a entrar en el número 93 en la semana que finalizó el 24 de octubre de 2009.

## Vídeo musical
El vídeo musical para "Fifteen" fue dirigido por Roman White, quién previamente había dirigido el vídeo musical para "You Belong with Me". White comenzó con la intención de hacer un vídeo distinto de cualquier que haya hecho antes Swift y tomar el vídeo "fuera de la secundaria". Explicó el concepto a CMT:
La idea es que hay un lugar dónde tú puedes volver atrás y volver a tus recuerdos. Ella está en este vacío y memorias que están manifestándose a su alrededor. La historia se desarrolla y ella camina en este mundo de sueños. Cuando ella camina a través de esas puertas y las personas se desvanecen, ella sólo tiene éste increíble sentido de incocencia."
El vídeo fue grabado usando una pantalla verde. Se elaboraron efectos especiales, como flores animadas, dónde fueron agregadas digitalmente. En el vídeo aparece Swift y su amiga como ellas mismas.
El vídeo comienza con Swift, descalza y vestida en un pequeño vestido blanco, acercándose a una puerta alta y arqueada, que se materializa en el medio de un paisaje estéril. Swift mira una fotografía de ella misma y su amiga metías en el arco y luego pasa a través de las puertas. En el otro lado del arco, flores animadas y vides crecen en las escenas. Las personas y los objetos de la secundaria de Swift se desvanecen del primer año de Swift. Taylor camina a través de memorias y comienza a tocar su guitarra debajo de un árbol. El vídeo se transita a su amiga sentada en un escritorio delante de una pizarra en el suelo de flores. Swift se sienta al lado de ella y las dos comienzan a susurrar y reírse. En la próxima escena, Swift toca su guitarra mientras que su amiga va a su primera cita; ella besa a su cita, pero lo aleja cuando él trata de ir más allá. El chico, su auto y el campo animado se disuelve a una chica sentada sola en un banco de piedra. Swift se acerca a ella y abraza fuertemente a su amiga. Abruptamente, las nubes de tormenta se mezcla en la escena, para revelar la parte superior de varias sombrillas de color gris oscuro. Swift se encuentra en el mundo real, vistiendo un traje negro y parada ne la lluvia en la calle de una secundaria. Con una mirada de preocupación, observa a una chica de quince años (interpretada por una chica a punto de entrar al primer año) hablando con su amiga fuera de la escuela, diciendo "toma un respiro profundo...mientras caminas a través de las puertas." Swift le dijo a CMT que la canción "es un tipo de consejo a las chicas de quince años."
El vídeo musical se estrenó el 7 de octubre de 2009 a través de Country Music Television. Primero se volvió disponible en su página, CMT.com. El vídeo luego fue estrenado en la televisión el mismo día con un especial de 90 minutos titulado CMT Fifteen Swiftly-Made Videos en CMT.

## Presentaciones en vivo

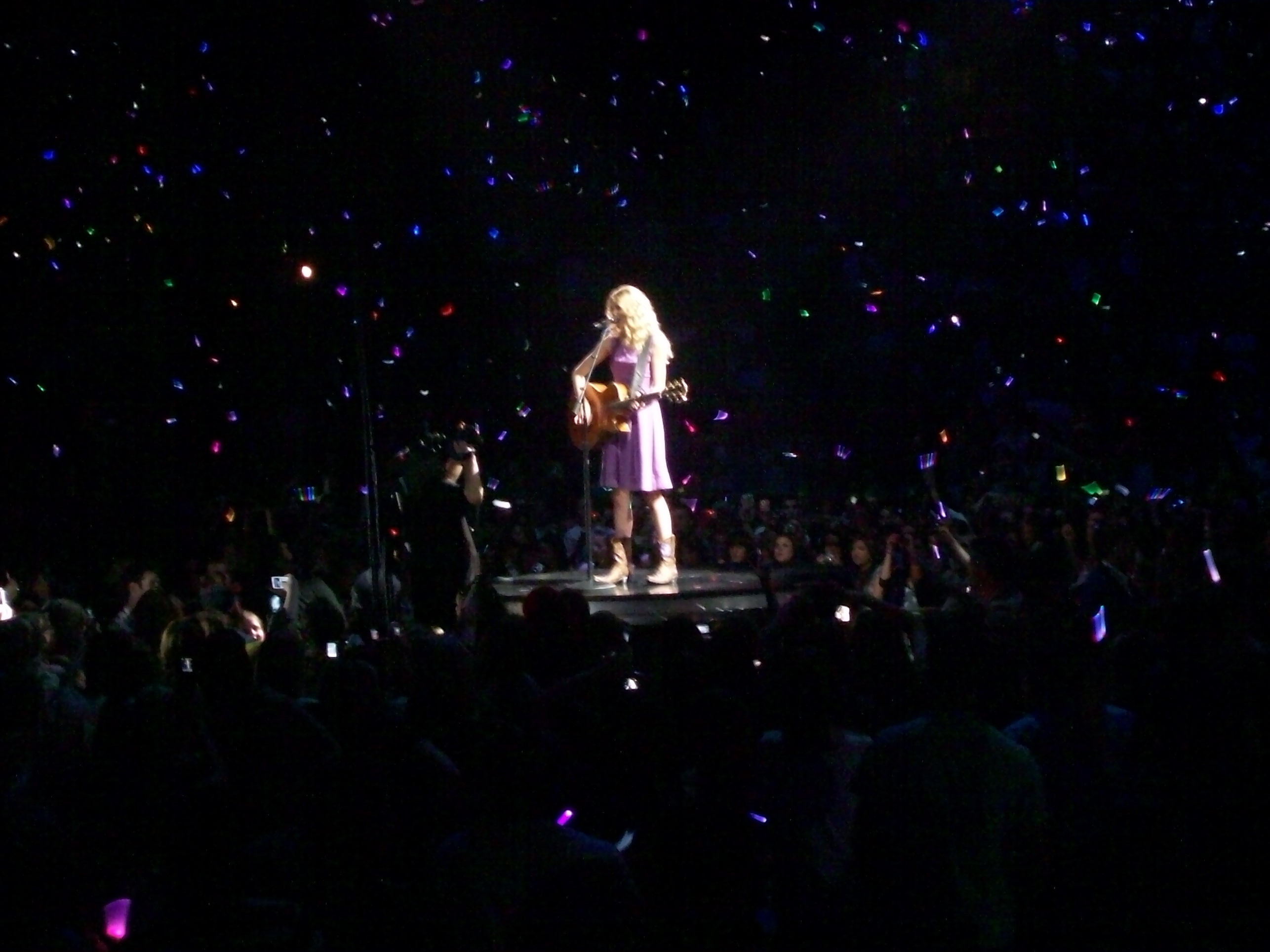
Swift presenta "Fifteen" acústica en el medio de una multitud en su gira Fearless Tour

Swift seleccionó "Fifteen" para presentar en los premios Grammy en la gala número 51, dónde la cantó junto a un dúo con Miley Cyrus. La presentación comenzó poco después del anuncio de Canción del Año. El dúo se sentó en un simple listón por el show acústico con Swift, vistiéndo un vestido holgado negro en capas sobre un traje negro ajustado, tocando la guitarra. "Fifteen" es presentada en el listado de canciones de la gira de Swift, Fearless Tour, que comenzó el 23 de abril de 2009, y terminó el 2 de junio de 2010. Para el show de la gira, Swift vistió un vestido color pastel corto y botas de vaquero. Caminó a través de la multitud para cantar y tocar la guitarra sobre una plataforma colocada en el medio de la audiencia. Después de terminar, Swift abrazó a los fanes cerca de la plataforma antes de comenzar "Tim McGraw".
El 13 de octubre de 2009, Swift tocó la guitarra y cantó "Fifteen" en Sommet Center en Nashville, Tennessee para Country Music Hall of Fame y un concierto a beneficio, "We're All For The Hall". Vistió un cinturón con brillantes que llevaba un vestido morado y era acompañado por tres cantantes de armonía. Swift ha presentado "Fifteen" dos veces en Reino Unido, una vez en Later... with Jools Holland en mayo de 2009, y otra vez en The Paul O'Grady Show en noviembre de 2009. En Country Music Association Awards el 11 de noviembre de 2009, Swift presentó "Fifteen" como su segunda presentación de la noche. Una vez más, Swift cantó mientras tocaba una guitarra acústica sobre un taburete en el centro de la multitud. La multitud, que incluía aproximadamente la mitad de los 300 estudiantes de la secundaria Hendersonville que Swift había invitado para ver la ceremonia de forma gratuita, para cantar juntos.

## @15
Swift se asoció con el minorista de electrónica Best Buy para @15, un programa que ayuda a adolescentes en ayudar a decidir Best Buy's "@15 Fund" que será distribuido entre diversas organizaciones benéficas. Swift grabó un anuncio de servicio público, llamado "Anuncio de Público Adolescente" por Best Buy, para @15. Dentro de ello, que fue lanzado en febrero de 2009, escenas de Swift fomentando a la escuela secundaria y fomentando la originalidad y la singularidad dónde se intercala escenas de "Fifteen". En junio de 2009, @15 se convirtió en un socio para la gira de Swift, Fearless Tour. La publicidad fue mostrada en cada parada de América del Norte de la gira. En 15 paradas, @15 donó 40 entradas de concierto y una guitarra autografiada por Swift a locales de caridad.

## Listas
| Listas (2009–2010)                           | Posición |
| -------------------------------------------- | -------- |
| Australian ARIA Singles Chart                | 48       |
| U.S. Billboard Hot Country Songs             | 1        |
| U.S. Billboard Hot 100                       | 23       |
| U.S. Billboard Hot Adult Contemporary Tracks | 12       |
| Canadian Hot 100                             | 19       |

## Ventas
Estados Unidos: 1 031 000